# Дом здравља Земун
Дом здравља Земун је здравствени центар у Београду, који се налази на територији градске општине Земун.

## Опште информације
Медицински центар Земун осмишљен је тако да пружа рутинску негу становницима Земуна. Подручје њеног деловања протеже се и на суседну београдску општину Сурчин, укупне површине од 442 км2 односно за више од 200.000 становника.
На дан 31. децембра 2010. године, Центар је стално запошљавао 684 људи, укључујући 123 стоматолога и 5 фармацеута; укупан број немедицинског особља био је 94.
Центар се састоји од неколико служби и одељења: педијатрије, школске медицине, гинекологије, здравствене заштите одраслих, медицине рада, кућне неге, стоматологије, радиологије, медицинске биологије, фармакологије, интерне медицине, офталмологије, оториноларингологије, ларингологије, физикалне медицине и рехабилитација као и социјалне медицине и психијатрије.